# Liste der Baudenkmäler in Weiherhammer
Auf dieser Seite sind die Baudenkmäler in der Oberpfälzer Gemeinde Weiherhammer zusammengestellt. Diese Tabelle ist eine Teilliste der Liste der Baudenkmäler in Bayern. Grundlage ist die Bayerische Denkmalliste, die auf Basis des Bayerischen Denkmalschutzgesetzes vom 1. Oktober 1973 erstmals erstellt wurde und seither durch das Bayerische Landesamt für Denkmalpflege geführt wird. Die folgenden Angaben ersetzen nicht die rechtsverbindliche Auskunft der Denkmalschutzbehörde.

## Baudenkmäler nach Ortsteilen

### Weiherhammer
| Lage                      | Objekt                         | Beschreibung | Akten-Nr.    | Bild           |
| ------------------------- | ------------------------------ | --- | ------------ | -------------- |
| Hauptstraße 19 (Standort) | Wohnhaus                       | Ehemaliges Arbeiterwohnhaus des Hammerwerks, eingeschossiger Steildachbau mit Werksteingewänden, 1806                                   | D-3-74-166-2 | BW             |
| Hauptstraße 20 (Standort) | Dorfkreuz                      | Gusseisenkruzifix mit würfelförmigem Granitsockel, bezeichnet mit 1869                                                                  | D-3-74-166-3 | BW             |
| Kirchstraße 11 (Standort) | Katholische Kirche Hl. Familie | Saalkirche mit Flachsatteldach und Querhaus, dreiseitig geschlossen, Turm mit Spitzhelm, bezeichnet mit 1933, 1958 nach Süden erweitert | D-3-74-166-6 | weitere Bilder |

### Dürnast
| Lage                                | Objekt   | Beschreibung | Akten-Nr.    | Bild           |
| ----------------------------------- | -------- | --- | ------------ | -------------- |
| Dürnaster Hauptstraße 7 (Standort)  | Kapelle  | Saalbau mit Steildach, dreiseitig geschlossen, turmartiger Dachreiter mit Zwiebelhaube, bezeichnet mit 1933; mit Ausstattung | D-3-74-166-7 | weitere Bilder |
| Dürnaster Hauptstraße 18 (Standort) | Wegkreuz | Gusseisenkruzifix auf obeliskartigem Sandsteinsockel mit Bildfeld, 2. Hälfte 19. Jahrhundert                                 | D-3-74-166-8 | BW             |

### Geräum
| Lage                | Objekt                        | Beschreibung | Akten-Nr.    | Bild |
| ------------------- | ----------------------------- | --- | ------------ | ---- |
| Geräum 1 (Standort) | Wohnstallhaus eines Einödhofs | zweigeschossiger Satteldachbau mit Putzgliederungen, nach Süden abgewalmt, Stallteil nach Norden, bezeichnet mit 1829 | D-3-74-166-9 | BW   |

### Kaltenbrunn
| Lage                            | Objekt                                    | Beschreibung | Akten-Nr.     | Bild                               |
| ------------------------------- | ----------------------------------------- | --- | ------------- | ---------------------------------- |
| Alte Schulgasse 6 (Standort)    | Ehemaliges Schulhaus                      | zweigeschossiger Walmdachbau mit profilierten Gewänden und Rundbogenportal, bezeichnet mit 1725 | D-3-74-166-10 | BW                                 |
| Freihunger Straße (Standort)    | Kapelle                                   | Satteldachbau über quadratischem Grundriss, mit Rundbogeneingang, 19. Jahrhundert | D-3-74-166-11 | BW                                 |
| Kirchplatz 1 (Standort)         | Evangelisch-Lutherische Kirche St. Martin | Saalkirche mit Walmdach und eingezogenem, fünfseitig geschlossenem Chor, Flankenturm mit Zwiebelhaube und Laterne, bezeichnet mit 1756; mit Ausstattung                                                             | D-3-74-166-12 | weitere Bilder                     |
| Kirchplatz 8 (Standort)         | Evangelisch-Lutherisches Pfarrhaus        | ehemaliges Bauernhaus, zweigeschossiger Steildachbau mit profilierten Fenstergewänden, bezeichnet mit 1554 | D-3-74-166-13 | Evangelisch-Lutherisches Pfarrhaus |
| Marktplatz 2 (Standort)         | Ehemaliges Forsthaus                      | zweigeschossiger traufständiger Halbwalmdachbau, um 1820, im Kern 18. Jahrhundert; Stallstadel, eingeschossiger Halbwalmdachbau mit traufseitigen Stadeltoren, um 1820                                              | D-3-74-166-14 | BW                                 |
| Marktplatz 6 (Standort)         | Wohnhaus                                  | zweigeschossiger traufständiger Halbwalmdachbau mit Werksteingewänden, um 1820; Stadel, eingeschossiger Steildachbau mit Einfahrtstoren nach Süden, Bruchstein, Gebäudeflügel nach Südosten, 19. Jahrhundert        | D-3-74-166-15 | BW                                 |
| Marktplatz 10 (Standort)        | Wohnhaus                                  | zweigeschossiger traufständiger Halbwalmdachbau mit Werksteingewänden, um 1820 | D-3-74-166-16 | BW                                 |
| Marktplatz 18 (Standort)        | Katholische Kirche St. Martin             | Saalkirche mit Satteldach und eingezogenem Rechteckchor, Flankenturm mit Pyramidendach, 1932; mit Ausstattung | D-3-74-166-17 | weitere Bilder                     |
| Marktplatz 38 (Standort)        | Seitlicher Torbogen                       | bezeichnet mit 1808 | D-3-74-166-18 | BW                                 |
| Unterer Markt (Standort)        | Brunnen, sogenannter Kalter Prunn         | Schacht aus Sandsteinquadern, wohl 19. Jahrhundert, zylindrischer Aufbau mit Zeltdach bezeichnet mit 1970 | D-3-74-166-19 | BW                                 |
| Von-Steuben-Straße 4 (Standort) | Wegkreuz                                  | Gusseisenkruzifix auf gegliedertem Sandsteinsockel mit Rundbogenabschluss, wohl Ende 19. Jahrhundert | D-3-74-166-24 | BW                                 |
| Weidener Straße ()              | Stadelreihe                               | fünf eingeschossige Satteldachbauten, zum Teil mit bogig abgeschlossenen Einfahrtstoren und Schlitzfenstern, 1. Hälfte 19. Jahrhundert                                                                              | D-3-74-166-25 |                                    |
| Weidener Straße 1 (Standort)    | Stadel                                    | eingeschossiger Halbwalmdachbau, Bruchstein, bezeichnet mit 1823 | D-3-74-166-20 | BW                                 |
| Weidener Straße 5 (Standort)    | Stadelreihe                               | vier eingeschossige Satteldachbauten, Dächer an den Enden abgewalmt, Kopfbau nach Westen mit Segmentbogentor, Gebäude nach Osten mit liegenden Schlitzfenstern aus Werkstein, westlicher Stadel bezeichnet mit 1824 | D-3-74-166-21 | BW                                 |
| Meilesfeld (Standort)           | Wegkapelle, sogenannte Wolfen-Kapelle     | Satteldachbau über rechteckigem Grundriss mit Rundbogenöffnung, um 1900 | D-3-74-166-22 | BW                                 |
| Seeweg (Standort)               | Holzkruzifix, sogenanntes Kürmeyer-Kreuz  | um 1900, Kreuzbalken erneuert | D-3-74-166-23 | BW                                 |

## Ehemalige Baudenkmäler
In diesem Abschnitt sind Objekte aufgeführt, die früher einmal in der Denkmalliste eingetragen waren, jetzt aber nicht mehr. Objekte, die in anderem Zusammenhang also z. B. als Teil eines Baudenkmals weiter eingetragen sind, sollen hier nicht aufgeführt werden. Aktennummern in diesem Abschnitt sind ehemalige, jetzt nicht mehr gültige Aktennummern.

| Lage                                        | Objekt                                       | Beschreibung                                                                      | Akten-Nr.    | Bild |
| ------------------------------------------- | -------------------------------------------- | --------------------------------------------------------------------------------- | ------------ | ---- |
| Weiherhammer Hauptstraße 7 (Standort)       | Steintürgerüst                               | Steintürgerüst, bezeichnet 1829.                                                  | D-3-74-166-1 | BW   |
| Weiherhammer Paul-Engel-Straße 1 (Standort) | Ehemalige Hammerschmiede, jetzt Werkskantine | zweigeschossiger Halbwalmdachbau mit Sandsteingewänden, 1. Hälfte 19. Jahrhundert | D-3-74-166-5 | BW   |